# Маунт-Плезант (Айова)
Маунт-Плезант (англ. Mount Pleasant) — місто (англ. city) в США, в окрузі Генрі штату Айова. Населення — 9274 особи (2020).

## Географія
Маунт-Плезант розташований за координатами 40°57′44″ пн. ш. 91°32′50″ зх. д. / 40.96222° пн. ш. 91.54722° зх. д. (40.962205, -91.547162).  За даними Бюро перепису населення США в 2010 році місто мало площу 22,07 км², з яких 22,03 км² — суходіл та 0,04 км² — водойми.

## Демографія
Згідно з переписом 2010 року, у місті мешкало 8668 осіб у 3127 домогосподарствах у складі 1935 родин. Густота населення становила 393 особи/км².  Було 3365 помешкань (152/км²).
Расовий склад населення:
| - 85,7 % — білих - 4,4 % — азіатів - 4,3 % — чорних або афроамериканців - 0,4 % — корінних американців - 0,3 % — вихідців з тихоокеанських островів - 2,4 % — осіб інших рас |

До двох чи більше рас належало 2,5 %. Частка іспаномовних становила 6,7 % від усіх жителів.
За віковим діапазоном населення розподілялося таким чином: 21,1 % — особи молодші 18 років, 63,6 % — особи у віці 18—64 років, 15,3 % — особи у віці 65 років та старші. Медіана віку мешканця становила 37,3 року. На 100 осіб жіночої статі у місті припадало 111,3 чоловіків;  на 100 жінок у віці від 18 років та старших — 112,9 чоловіків також старших 18 років.
Середній дохід на одне домашнє господарство  становив 57 909 доларів США (медіана — 45 539), а середній дохід на одну сім'ю — 61 443 долари (медіана — 56 823). Медіана доходів становила 37 898 доларів для чоловіків та 31 019 доларів для жінок. За межею бідності перебувало 20,2 % осіб, у тому числі 27,5 % дітей у віці до 18 років та 8,0 % осіб у віці 65 років та старших.
Цивільне працевлаштоване населення становило 3605 осіб. Основні галузі зайнятості: освіта, охорона здоров'я та соціальна допомога — 30,1 %, виробництво — 23,8 %, роздрібна торгівля — 12,7 %, науковці, спеціалісти, менеджери — 6,9 %.